# Machaerota propria
Machaerota propria is een halfvleugelig insect uit de familie Machaerotidae. De wetenschappelijke naam van deze soort is voor het eerst geldig gepubliceerd in 1985 door Hayashi.